# رافائيل ألفيس دا سيلفا
رافائيل ألفيس دا سيلفا هو لاعب كرة قدم برازيلي في مركز الهجوم، ولد في 9 سبتمبر 1990 في ساو باولو في البرازيل. لعب مع نادي جريميو مارينغا ونادي ساو كايتانو.